# Eddie Cheever
Eddie McKay Cheever Jr., född 10 januari 1958 i Phoenix, Arizona, är en amerikansk racerförare. 

## Racingkarriär
Cheever debuterade i formel 1 för Theodore Racing i Argentina 1978 men han kvalade inte in och inte heller till det följande loppet. Han kvalade dock in i en Hesketh-Ford till loppet i Sydafrika 1978 men tvingades sedan bryta. Därefter blev det inga nya lopp förrän hans egentliga F1-karriär började 1980. Cheever kom som bäst sjua i formel 1-VM 1983. Han tävlade sedan i Champ Car och IndyCar, och han blev där mest känd för att ha vunnit Indianapolis 500 1998 med sitt eget team Cheever Racing. Han lade ned teamets IndyCar-satsning efter 2005, efter att Red Bull hoppat av som sponsor.

## Noter

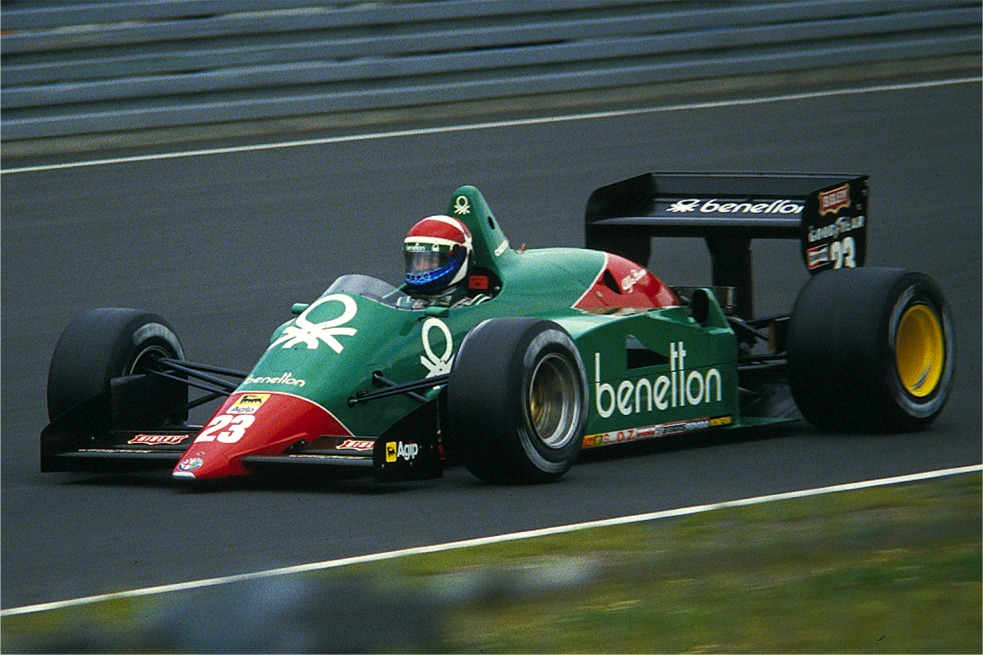
Eddie Cheever i Alfa Romeo i.

## F1-karriär
| Säsong | Stall/Tillverkare          | Poäng | Placering |
| ------ | -------------------------- | ----- | --------- |
| 1978   | Theodore-Ford Hesketh-Ford | 0     | –         |
| 1980   | Osella-Ford                | 0     | –         |
| 1981   | Tyrrell-Ford               | 10    | 12        |
| 1982   | Ligier-Matra               | 15    | 12        |
| 1983   | Renault                    | 22    | 7         |
| 1984   | Alfa Romeo                 | 3     | 16        |
| 1985   | Alfa Romeo                 | 0     | –         |
| 1986   | Team Haas                  | 0     | –         |
| 1987   | Arrows-Megatron            | 8     | 10        |
| 1988   | Arrows-Megatron            | 6     | 12        |
| 1989   | Arrows-Ford                | 6     | 11        |

| 1. USA East 1982 2. Kanada 1983 |

| 1. Belgien 1982 2. Las Vegas 1982 3. Frankrike 1983 4. Belgien 1983 5. Italien 1983 6. Italien 1988 7. USA 1989 |